# Colin Duffy
Colin Duffy (ur. 10 grudnia 2003 w Broomfield) – amerykański wspinacz sportowy, specjalizujący się w prowadzeniu. Mistrz Ameryki z 2020, mistrz świata juniorów i wicemistrz świata seniorów, uczestnik igrzysk olimpijskich w Tokio w 2021 i w Paryżu 2024.

## Kariera sportowa
Wspinaczkę rozpoczął uprawiać w wieku czterech lub pięciu lat. W 2017 zajął drugie miejsce w prowadzeniu na mistrzostwach panamerykańskich juniorów. W 2017 i 2018 wygrywał zawody w prowadzeniu na mistrzostwach świata juniorów, a w 2019 zajął drugie miejsce w prowadzeniu na mistrzostwach świata juniorów.
Pierwszym sukcesem seniorskim Duffy'ego było zwycięstwo we wspinaczce łącznej na mistrzostwach panamerykańskich 2020. W 2021 wziął udział w igrzyskach olimpijskich, podczas których wywalczył 7. miejsce we wspinaczce łącznej (5. miejsce we wspinaniu na czas, 4 w boulderingu i 3 w prowadzeniu).

## Wyniki
| Impreza                              | Rok  | Gospodarz   | bouldering | prowadzenie | na czas | łączna |
| ------------------------------------ | ---- | ----------- | ---------- | ----------- | ------- | ------ |
| Igrzyska olimpijskie                 | 2021 | Tokio       | —          | —           | —       | 7      |
| Igrzyska olimpijskie                 | 2024 | Paryż       | –          | –           | –       | 4      |
| Mistrzostwa świata                   | 2023 | Berno       | 45         | 12          | –       | 02 !   |
| Mistrzostwa panamerykańskie          | 2020 | Los Angeles | —          | —           | —       | 01 !   |
| Mistrzostwa świata juniorów          | 2017 | Innsbruck   | 25         | 01 !        | 33      | 6      |
| Mistrzostwa świata juniorów          | 2018 | Moskwa      | 8          | 01 !        | —       | —      |
| Mistrzostwa świata juniorów          | 2019 | Arco        | —          | 02 !        | —       | —      |
| Mistrzostwa panamerykańskie juniorów | 2017 | Montreal    | 4          | 02 !        | 14      | —      |